# Antillixius greyi
Antillixius greyi är en insektsart som beskrevs av Myers 1928. Antillixius greyi ingår i släktet Antillixius och familjen kilstritar.
Artens utbredningsområde är Kuba. Inga underarter finns listade i Catalogue of Life.